# محمد-امی جبرئیلف
محمد-امی جبرئیلف (روسی: Магомед-Эми Саид-Эмиевич Джабраилов؛ زادهٔ ۲۴ مارس ۱۹۹۳) بازیکن فوتبال اهل روسیه است.